# HD 93129
HD 93129 (CPD-58 2618) è un sistema stellare triplo situato nella costellazione della Carena a circa 7500 anni luce di distanza dal sistema solare. Si trova all'interno della Nebulosa della Carena (NGC 3372) nei pressi di η Carinae, all'interno dell'ammasso stellare denominato Trumpler 14.
HD 93129 è uno dei sistemi stellari più massivi che si conoscano, costituito da almeno tre stelle giganti azzurre molto luminose, e la stella principale, HD 93129 Aa, è una stella supergigante blu di tipo spettrale O2 If*, considerata tra le più luminose dell'intera Via Lattea

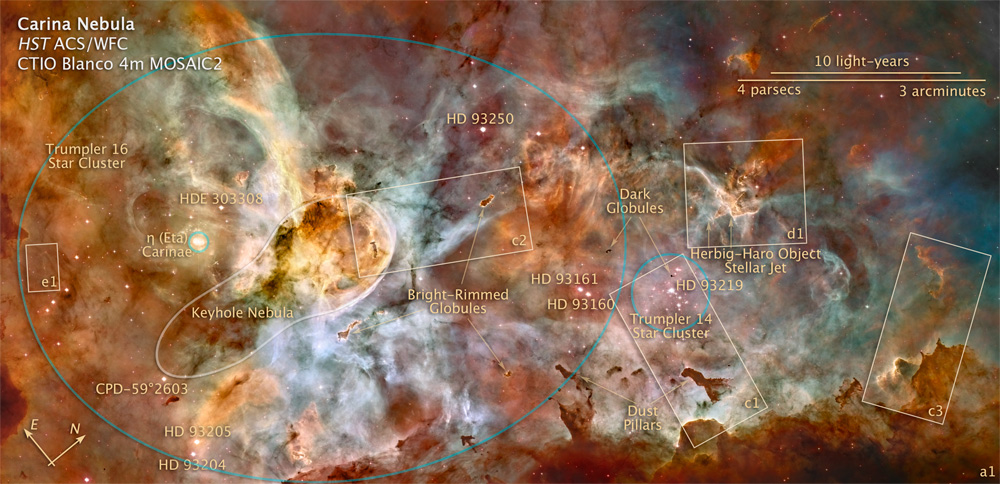
La nebulosa della Carena, al cui interno si trova il sistema di HD 93129.

Nonostante la classe di luminosità di supergigante si pensa che HD 93129 Aa stia ancora nella sequenza principale, per la combustione nucleare dell'idrogeno che sta avvenendo nel suo nucleo. È una stella molto calda con una temperatura superficiale vicina ai 45 000 K. La massa è approssimativamente di 110 masse solari e la sua età stimata è di meno di 2 milioni di anni.
Osservazioni effettuate a partire dall'anno 2002 con il Telescopio spaziale Hubble hanno evidenziato che HD 93129 Aa possiede una compagna, HD 93129 Ab, situata a meno di 0,1 arcsec (230 UA). La distanza visuale tra le due stelle va diminuendo, essendo passata da circa 0,070 arcsec a circa 0,040 come conseguenza del suo movimento orbitale. HD 93129 Ab potrebbe avere una massa di circa 70 masse solari. L'interpretazione di alcune osservazioni recenti dell'emissione di onde radio e raggi X di HD 93129 Aa+Ab sembra indicare che i venti stellari di entrambe le stelle stiano collidendo.
L'altra componente del sistema, HD 93129 B, è anch'essa una stella azzurra di tipo spettrale O3.5 V, 1 milione di volte più luminosa del sole e con una massa di circa 80 masse solari. La separazione tra HD 93129 Aa+Ab e HD 93129 B è di 8000 UA.
A 5,2" si trova un'altra componente di magnitudine 13 che potrebbe far parte del sistema e renderlo un sistema quadruplo; a quella distanza la separazione apparente corrisponde ad una distanza reale di 12.000 UA dalla principale.